# Ризомата
Ризомата (грч. Ριζώματα) је насељено место у општини Бер у периферији Средишња Македонија, Грчка. Према попису из 2021. године било је 632 становника.
Према бугарском географу и историчару, Василу Канчову, у Ризомати је 1900. године живело 144 Грка хришћана. Стари назив села је Боштани и словенског је порекла.